# ISO 3166-2:TN
ISO 3166-2:TN è la specifica dello standard ISO 3166-2, parte della norma ISO 3166 dell'Organizzazione internazionale per la normazione (ISO), che definisce i codici per i nomi delle principali suddivisioni della Tunisia (il cui codice ISO 3166-1 alpha-2 è TN).
Attualmente i codici coprono i 24 governatorati. Iniziano con la sigla TN-, seguita da due cifre.
L'Istituto Nazionale di Statistica raggruppa i governatorati (identificati qui solo dalle due cifre seguenti "TN-") in 6 regioni geografiche
- Nord ovest: 31, 32, 33, 34
- Nord est: 11, 12, 13, 14, 21, 22, 23
- Centro ovest: 41, 42, 43
- Centro est: 51, 52, 53, 61
- Sud ovest: 71, 72, 73
- Sud est: 81, 82, 83

## Codici attuali
I codici e i nomi sono elencati nell'ordine standard ufficiale pubblicato dalla ISO 3166 Maintenance Agency (ISO 3166/MA).
| Codice | Suddivisione |
| ------ | ------------ |
| TN-12  | Ariana       |
| TN-31  | Béja         |
| TN-13  | Ben Arous    |
| TN-23  | Biserta      |
| TN-81  | Gabès        |
| TN-71  | Gafsa        |
| TN-32  | Jendouba     |
| TN-41  | Kairouan     |
| TN-42  | Kasserine    |
| TN-73  | Kébili       |
| TN-33  | Le Kef       |
| TN-14  | Manouba      |
| TN-53  | Mahdia       |
| TN-82  | Médenine     |
| TN-52  | Monastir     |
| TN-21  | Nabeul       |
| TN-61  | Sfax         |
| TN-43  | Sidi Bouzid  |
| TN-34  | Siliana      |
| TN-51  | Susa         |
| TN-83  | Tataouine    |
| TN-72  | Tozeur       |
| TN-11  | Tunisi       |
| TN-22  | Zaghouan     |

## Cambiamenti
I seguenti cambiamenti alla norma sono stati annunciati nella newsletter ISO 3166/MA sin dalla prima pubblicazione della ISO 3166-2 nel 1998:
| Newsletter                                              | Data di pubblicazione | Descrizione del cambiamento                                    | Cambiamenti principali               |
| ------------------------------------------------------- | --------------------- | -------------------------------------------------------------- | ------------------------------------ |
| I-5 Archiviato il 18 dicembre 2008 in Internet Archive. | 2003-09-05            | Aggiunta di un nuovo governatorato. Lista e codici aggiornati. | Suddivisioni aggiunte: TN-14 Manouba |
| I-6 Archiviato il 12 gennaio 2012 in Internet Archive.  | 2004-03-08            | Correzione del nome in TN-14. Lista aggiornata.                |                                      |